# ای جی لوسن
ای جی لوسن (انگلیسی: A. J. Lawson؛ زادهٔ ۱۵ ژوئیهٔ ۲۰۰۰) بازیکن بسکتبال اهل کانادا است.
وی در مسابقات کشوری و بین‌المللی در مجموع برندهٔ ۱ مدال نقره شده‌است.